# چندریختی ژن
چندریختیِ ژن هنگامی رخ می‌دهد که در جایگاه کروموزومی در جمعیتی از یک گونهٔ زیستی، بیش از یک آلل (دگره) باشد و در آن جای بگیرد. 
به چنین ژن‌هایی، ژن‌های چندریخت گفته می‌شود. ژن‌های تعیین‌کنندهٔ رنگ مو نمونه‌ای از این گونه ژن‌ها هستند.